# Eden of the East: Paradise Lost
Eden of the East: Paradise Lost est un film d'animation japonais réalisé par Kenji Kamiyama et sorti au Japon en 2010.
Il s'agit du deuxième film d'animation, après Eden of the East: The King of Eden, à faire à la suite de la série Eden of the East.